# 1797
1797 (MDCCXCVII) byl rok, který dle gregoriánského kalendáře započal nedělí.

## Události
- 4. ledna – Slovinský publicista Valentin Vodnik začal vydávat Lublanske novice – první noviny psané ve slovinštině.
- 14. ledna – V bitvě u Rivoli zvítězila francouzská armáda nad rakouskou.
- 14. února – V námořní bitvě u mysu svatého Vincenta porazila anglická flota španělskou.
- 5. dubna – Ruský car Pavel I. vydal Carský výnos o následnictví.
- 4. září – Ve Francii proběhl Fructidorský převrat, ve kterém členové Direktoria odvrátili nastupující politickou moc monarchistů.
- 17. října – Mír v Campo Formio ukončil válku mezi První Francouzskou republikou a Habsburskou monarchií.
- 22. října – Francouz André-Jacques Garnerin uskutečnil první seskok padákem z balónu naplněného vodíkem z výšky 680 metrů.
- Napoleon Bonaparte dobyl Řím
- Všeobecný zákoník občanský vstoupil na zkoušku v platnost v Západní Haliči.

### Probíhající události
- 1789–1799 – Velká francouzská revoluce
- 1791–1804 – Haitská revoluce
- 1792–1797 – Válka první koalice
- 1792–1802 – Francouzské revoluční války

## Vědy a umění
- 22. října – Francouzský vynálezce André-Jacques Garnerin vykonal v Paříži první seskok s padákem.
- Francouzský spisovatel François René de Chateaubriand napsal dílo Essai sur les révolutions (Rozprava o revolucích).
- Francouzský chemik Louis Nicolas Vauquelin objevil chemický prvek chrom.

## Narození

### Česko
- 12. ledna – Vincenc Pavel Žák, národní buditel, kněz a spisovatel († 30. března 1867)
- 20. ledna – Josef Vlastimil Kamarýt, básník a kněz († 19. března 1833)
- 26. ledna – František Turinský, básník, spisovatel a úředník († 4. září 1852)
- 7. února – Vincenc Barták, hudební skladatel († 29. září 1861)
- 17. února – Jean Maria Nicolaus Bellot, průmyslník francouzského původu († 24. května 1880)
- 29. března – František Preiss, jihlavský malíř († 2. března 1842)
- 8. června – Václav Josef Rosenkranz, obrozenecký skladatel († 3. prosince 1861)
- 25. července – František Jan Mošner, lékař, profesor chirurgie († 2. února 1876)
- 21. října – Johann Kiemann starší, právník a politik († 18. dubna 1872)
- 3. listopadu – František Pštross, pražský podnikatel a komunální politik († 15. února 1887)
- neznámé datum – Leopold Felix Thun-Hohenstein, šlechtic a politik († 1877)

### Svět

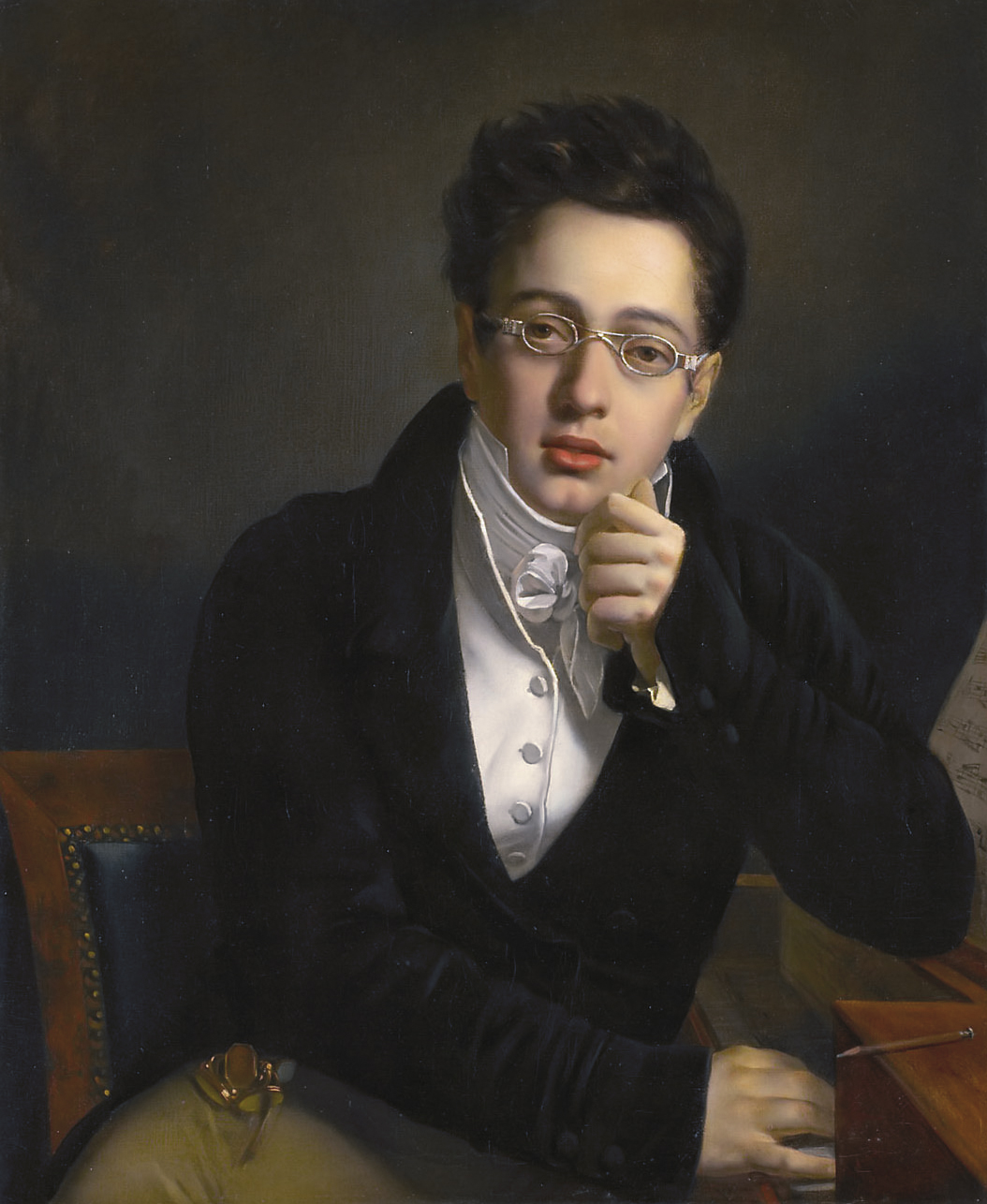
Franz Schubert (* 31. ledna)

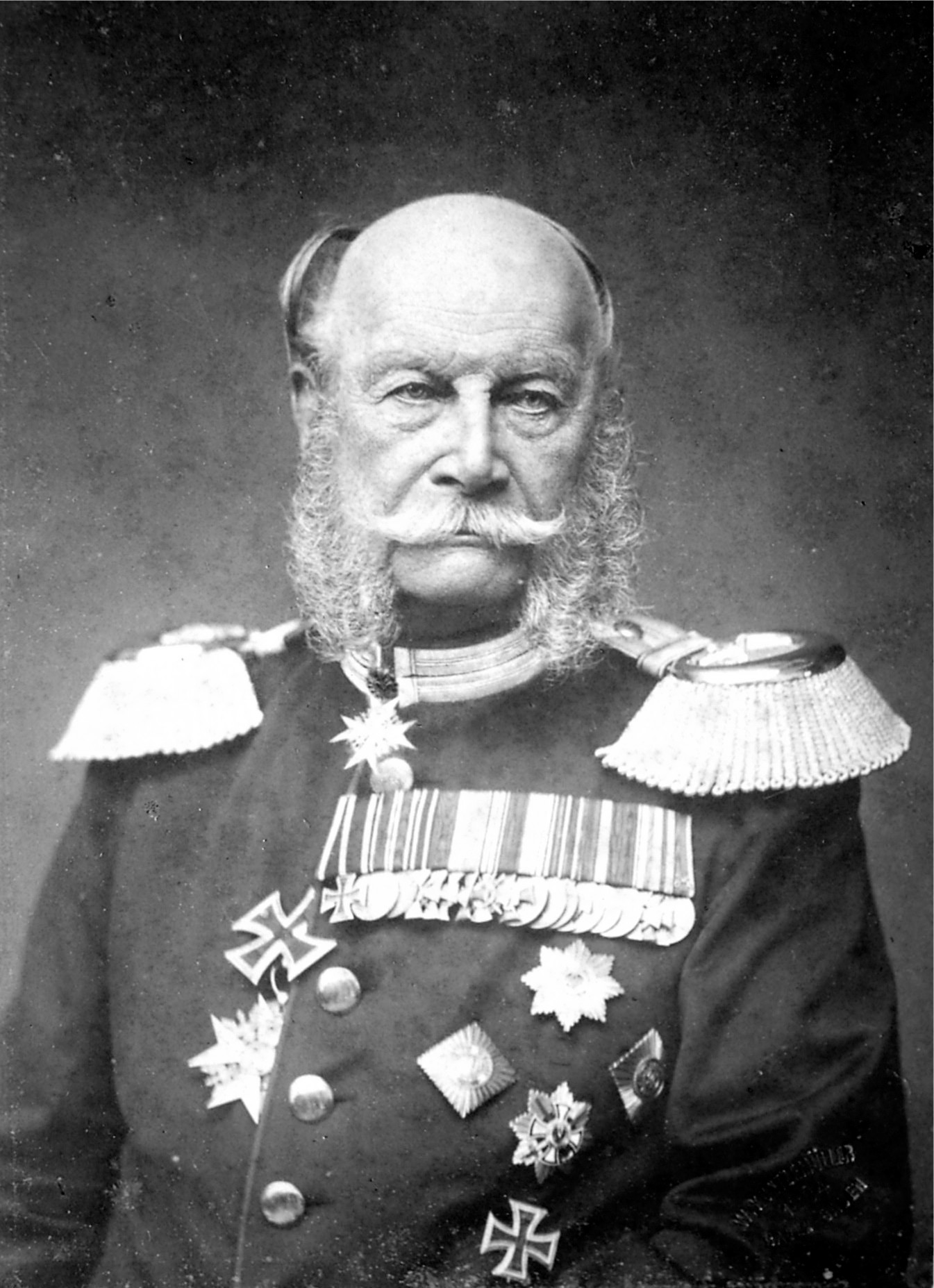
Vilém I. Pruský (* 22. března)

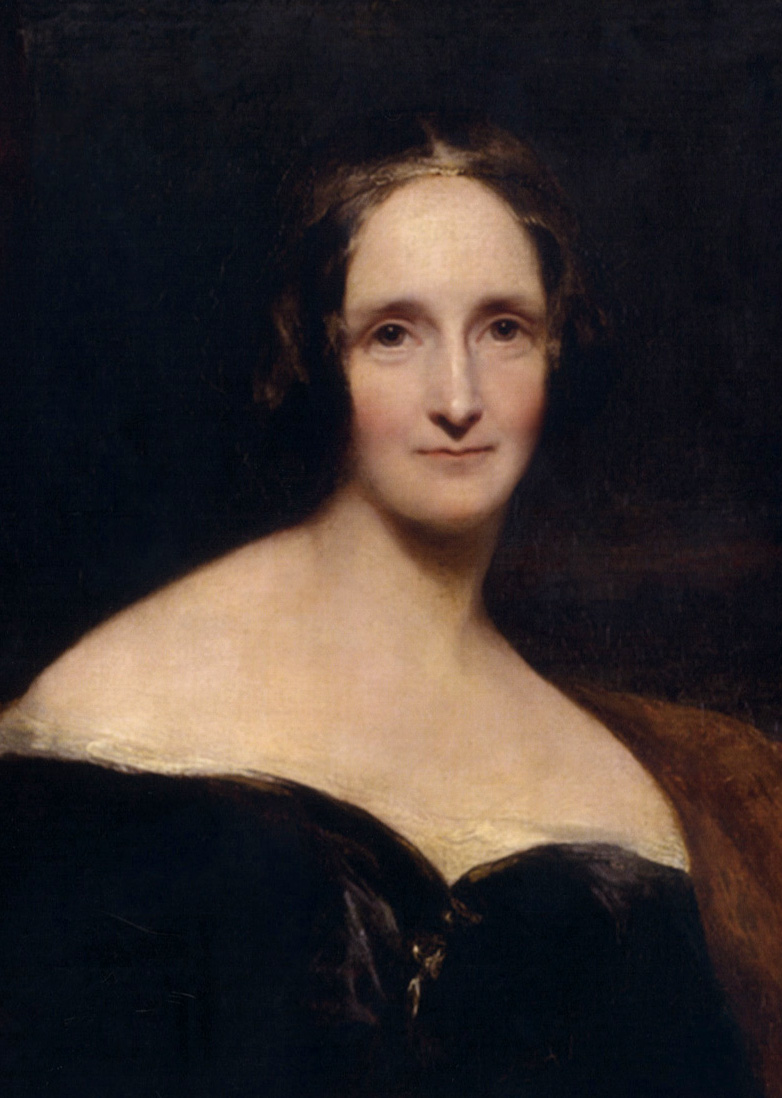
Mary Shelleyová (* 30. srpna)

- 4. ledna – Wilhelm Beer, německý bankéř a astronom († 27. března 1850)
- 9. ledna – Ferdinand Petrovič Wrangel, ruský námořník a polárník († 6. června 1870)
- 10. ledna – Annette von Droste-Hülshoffová, německá spisovatelka († 25. května 1848)
- 11. ledna – Carl Rottmann, německý malíř († 7. července 1850)
- 21. ledna – Ignazio Calvi, italský šachista († 17. srpna 1876)
- 22. ledna – Marie Leopoldina Habsbursko-Lotrinská, brazilská císařovna († 11. prosince 1826)
- 31. ledna – Franz Schubert, rakouský hudební skladatel († 19. listopadu 1828)
- 2. března – Étienne Mulsant, francouzský entomolog a ornitolog († 4. listopadu 1880)
- 22. března – Vilém I. Pruský, pruský král a německý císař († 9. března 1888)
- 24. března – Antonio Rosmini Serbati, italský filosof, teolog a politik († 1. července 1855)
- 27. března – Alfred de Vigny, francouzský spisovatel, básník a dramatik († 17. září 1863)
- 3. dubna – Barthélemy Charles Joseph Dumortier, belgický botanik († 9. června 1878)
- 13. dubna – Ferdinand Lobkowitz kníže ze šlechtického rodu Lobkoviců († 18. prosince 1868)
- 15. dubna – Adolphe Thiers, francouzský politik († 3. září 1877)
- 27. dubna – Victor Audouin, francouzský přírodovědec, entomolog a ornitolog († 9. listopadu 1841)
- 18. května – Fridrich August II. Saský, saský král († 9. srpna 1854)
- 19. května – Marie Isabela Portugalská, španělská královna, manželka Ferdinanda VII. († 26. prosince 1818)
- 21. května – Gottlieb Wilhelm Bischoff, německý botanik († 11. září 1854)
- 5. června – Saíd bin Sultán, ománský vládce († 19. října 1856)
- 17. června – Alexandre Vinet, švýcarský teolog a literární historik († 4. května 1847)
- 26. června – Imám Šamil, vládce Dagestánu, Čečenska a Circassia († 4. února 1871)
- 17. července – Hippolyte Delaroche, francouzský malíř († 4. listopadu 1856)
- 10. srpna – Carl Gustaf Mannerheim, finský entomolog († 9. října 1854)
- 12. srpna – Antoine Claudet, francouzský fotograf († 27. prosince 1867)
- 30. srpna – Mary Shelleyová, anglická spisovatelka († 1. února 1851)
- 17. září – Luigi Castellucci, italský architekt († 4. listopadu 1877)
- 3. října – Leopold II. Toskánský, toskánský velkovévoda († 29. ledna 1870)
- 30. října – Jindřiška Nasavsko-Weilburská, manželka arcivévody Karla Rakouského († 29. prosince 1829)
- 1. listopadu – Marie Dorotea Württemberská, princezna württemberská a rakouská arcivévodkyně († 30. března 1855)
- 14. listopadu – Charles Lyell, anglický právník a geolog († 22. února 1875)
- 29. listopadu – Gaetano Donizetti, italský hudební skladatel († 8. dubna 1848)
- 2. prosince – Hermína z Anhalt-Bernburg-Schaumburg-Hoymu, rakouská arcivévodkyně († 14. září 1817)
- 13. prosince – Heinrich Heine, německý prozaik a básník († 17. února 1856)
- 17. prosince – Joseph Henry, americký fyzik († 13. května 1878)
- neznámé datum
  - Hirošige, japonský malíř a grafik († 12. října 1858)
  - Kamehameha II., havajský král († 14. červenec 1824)
  - Louis-Charles Mahé de La Bourdonnais, francouzský šachista († 13. prosince 1840)
  - Sojourner Truth, afroamerická abolicionistka a bojovnice za ženská práva († 26. listopadu 1883)

## Úmrtí

### Česko
- 5. března – František Štěpán Silva-Tarouca, šlechtic (* 30. ledna 1750)
- 19. května – Arnošt Kryštof z Kounic, moravský zemský hejtman (* 6. června 1737)

### Svět

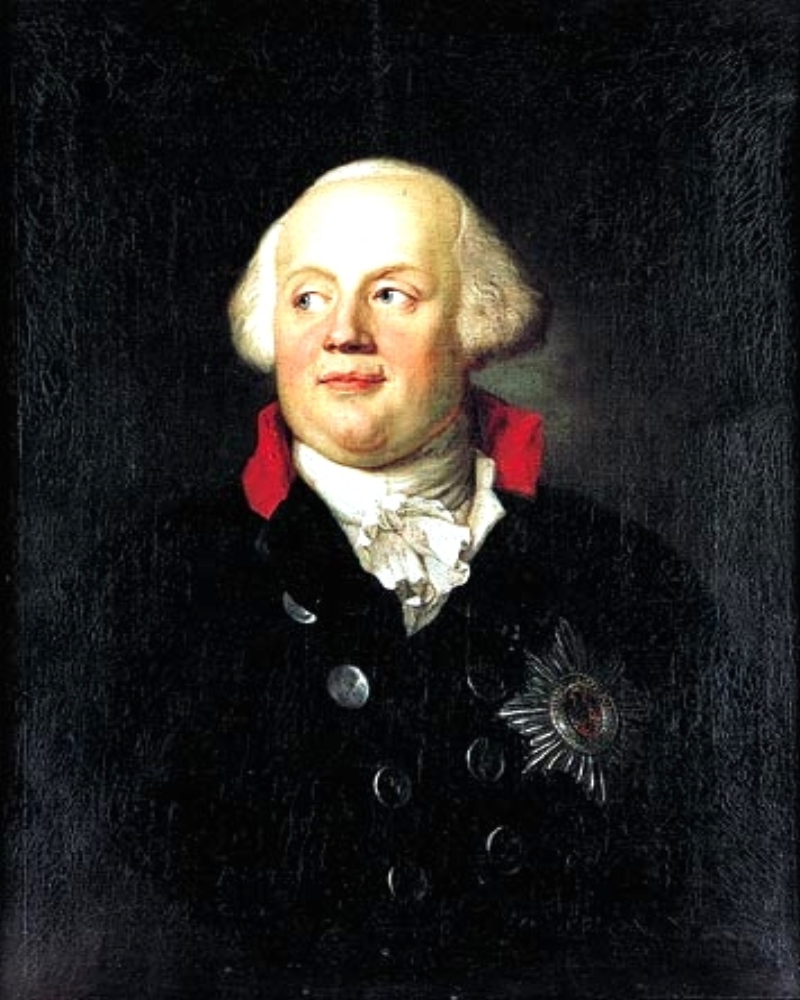
Fridrich Vilém II. († 16. listopadu)

- 13. ledna – Alžběta Kristýna Brunšvicko-Bevernská, pruská královna (* 8. listopadu 1715)
- 25. ledna – Franz Anton Hillebrandt, rakouský stavitel (* 2. dubna 1719)
- únor – Pasquale Anfossi, italský hudební skladatel (* 5. dubna 1727)
- 22. února – Karl Friedrich Hieronymus von Münchhausen, dobrodruh, v Česku známý jako Baron Prášil (* 11. května 1720)
- 3. března – Yves-Joseph Kerguélen-Trémarec, bretaňský mořeplavec (* 13. února 1734)
- 6. března – William Hodges, anglický malíř (* 28. října 1744)
- 26. března – James Hutton, skotský geolog (* 14. června 1726)
- 31. března – Olaudah Equiano, otrok, spisovatel (* 1745)
- 2. dubna – Horace Walpole, anglický politik, spisovatel a architekt (* 24. září 1717)
- 27. května – Gracchus Babeuf, francouzský revolucionář (* 23. listopadu 1760)
- 9. července – Edmund Burke, britský politik (* 12. ledna 1729)
- 22. srpna – Dagobert Sigmund von Wurmser, rakouský maršál (* 7. května 1729)
- 28. srpna – Joseph Wright of Derby, anglický malíř (* 3. září 1734)
- 10. září – Mary Wollstonecraftová, britská spisovatelka (* 27. dubna 1759)
- 9. října – Ga'on z Vilna, židovský učenec (* 23. dubna 1720)
- 16. listopadu – Fridrich Vilém II., pruský král (* 25. září 1744)
- 23. prosince – Fridrich II. Evžen Württemberský, vévoda württemberský (* 21. ledna 1732)
- 30. prosince – Juan Manuel de Ayala, španělský námořní důstojník a objevitel (* 28. prosince 1745)
- neznámé datum – Düdul Dordže, tibetský karmapa (* 1733)

## Hlavy států
- Francie – Direktorium (1795–1799)

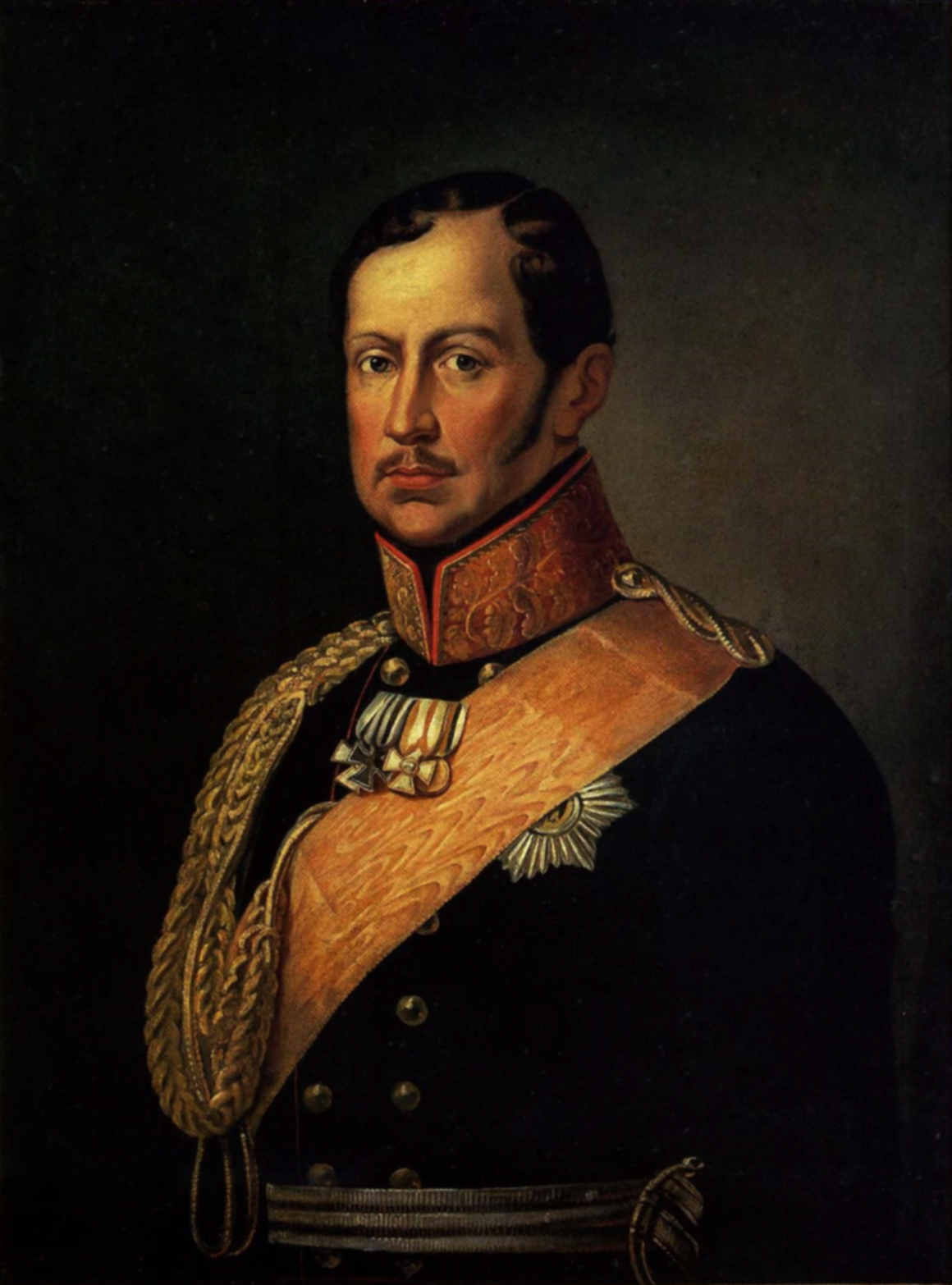
Pruským králem se stal Fridrich Vilém III.

- Habsburská monarchie – František I. (1792–1806)
- Osmanská říše – Selim III. (1789–1807)
- Prusko – Fridrich Vilém II. (1786–1797) / Fridrich Vilém III. (1797–1840)
- Rusko – Pavel I. (1796–1801)
- Španělsko – Karel IV. (1788–1808)
- Švédsko – Gustav IV. (1792–1809)
- USA – George Washington (1789–1797) / John Adams (1797–1801)
- Velká Británie – Jiří III. (1760–1820)
- Papež – Pius VI. (1774–1799)
- Japonsko – Kókaku (1780–1817)